# 1989年佛罗里达州第十八国会选区特别选举
1989年佛罗里达州第十八国会选区特别选举于8月29日举行，旨在为佛罗里达州第十八国会选区选出联邦众议员以填补因克洛德·佩珀逝世所造成的空位。在此次选举的决选中，伊莲娜·罗丝-雷提南以53.14%对46.85%的得票率成功赢得这一席位。
由于人口结构的持续改变，该选区在此次选举时已经成为了一个古巴裔人口占比高达40%的选区。鉴于这一现状，共和党全国委员会主席李·阿特沃特呼吁“让这一选区成为古巴裔的选区”。这一呼吁使得此次选举的种族议题迅速升温，并最终成为了主流议题。作为回应，民主党候选人杰拉尔德·里奇曼将“这是美国人的席位”作为自己的竞选口号。总而言之，双方为赢得这一席位无一例外都在炒作种族议题。最终罗丝-雷提南成功翻转了这一席位，成为了全美第历史上一个古巴裔国会议员。

## 背景
担任联邦众议员超过25年的克洛德·佩珀于1989年5月30日因胃癌在任内逝世，因此急需一场特别选举来填补这一席位空缺。而在此之前佩珀还曾担任来自佛罗里达州的联邦参议员一职，并享有“国会雄狮”的美誉。根据《纽约时报》的说法，佩珀长期以来积攒下的威望使他有足够的能力去弥合这一选区各种族之间的罅隙。而到了他逝世时，这一选区已经从非拉丁裔白人占多数的选区变成了古巴裔人口占比高达40%的选区。在佩珀葬礼结束后的第二天，佛罗里达州州长鲍勃·马丁内斯宣布了特别选举的相关日程。

## 共和党初选

### 宣布参选
- 伊莲娜·罗丝-雷提南，州参议员[3]
- 卡洛斯·佩雷斯，商人、共和党活动家[3]
- 约翰·斯坦布里奇，北迈阿密前市长[5]
- 大卫·M·弗莱舍，保险经纪人，在此之前曾担任过水管工[5]

### 简介
伊莲娜·罗丝-雷提南为此次选举的共和党热门人选，并由杰布·布什负责主持她的竞选活动。共和党全国委员会主席李·阿特沃特在佩珀死后曾呼吁“让这一选区成为古巴裔的选区”，旋即引发了争议。在共和党初选中罗丝-雷提南的主要对手共有三人，其中第一位是企业主卡洛斯·佩雷斯，罗纳德·里根在国情咨文中曾提到过他。第二位是保险经纪人大卫·弗莱舍，在李·阿特沃特发表呼吁后决定参选。第三位则是北迈阿密前市长兼家具店老板约翰·斯坦布里奇，他声称佩珀“对他而言就像养父一样”，他甚至还认为“佩珀曾亲自培养他以待有朝一日接替其位”。
罗丝-雷提南最终以超过80%的得票率荣获共和党提名，这一结果使她免于参加第二轮选举。即使是罗丝-雷提南本人亦对这一选举结果感到吃惊。
| 党派 | 党派   | 候选人             | 得票数 | 百分比 |
| ---- | ------ | ------------------ | ------ | ------ |
|      | 共和党 | 伊莲娜·罗丝-雷提南 | 16,873 | 82.80  |
|      | 共和党 | 卡洛斯·佩雷斯      | 2,251  | 11.05  |
|      | 共和党 | 大卫·M·弗莱舍      | 691    | 3.39   |
|      | 共和党 | 约翰·斯坦布里奇    | 563    | 2.76   |
| 合计 | 合计   | 合计               | 20,578 | 100    |

## 民主党初选

### 宣布参选
- 罗萨里奥·肯尼迪，迈阿密市专员[5]
- 杰拉尔德·里奇曼，佛罗里达州律师协会前主席[5]
- 乔·安·佩珀，克洛德·佩珀的侄女及邦缓刑官[5]
- 杰夫·艾伦，法学院毕业生[5]
- 伯纳德·安舍，退休实业家和慈善家[5]
- 马文·杜恩，心理学家，曾为迈阿密市长候选人，但未能当选[5]
- 桑尼·莱特[5]

### 退选
- 杰克·戈登，州参议员[5]
- 劳尔·马斯维达尔，银行家，曾参选市长但未能当选[5]

### 简介
和共和党相比，民主党初选就显得更为混乱。竞选初期最受欢迎的候选人杰克·戈登在李·阿特沃特发表呼吁后宣布退选，理由是他不想参与一场必须阻挠古巴裔当选的选举。而早期的热门人选肯尼迪亦在选举中遭到了打击。因此在第一轮选举中，佛罗里达州律师协会前主席杰拉尔德·里奇曼爆了个冷门，以超出肯尼迪146票的优势位居第一。不过由于无人获得绝对多数票，因此双方还需进行第二轮选举。
在第二轮选举中，选举活动主要是以充满争议的种族议题为主。为回应阿特沃特的言论，里奇曼在选举中反复重复“这是美国人的席位”。因非裔美国人群体选票分裂而在第一轮落选的乔·安·佩珀、马文·杜恩以及桑尼·莱特对肯尼迪表示支持。除此之外，《迈阿密先锋报》亦支持肯尼迪，并批评里奇曼在竞选中的言行“露骨、蓄意且偏执”。在白人及犹太人群体的支持下，里奇曼最终击败了肯尼迪取得民主党提名。此次选举结果在各族裔间存在巨大分歧，而肯尼迪在落选后亦拒绝在决选中背书里奇曼。
| 党派 | 党派   | 候选人          | 得票数 | 百分比 |
| ---- | ------ | --------------- | ------ | ------ |
|      | 民主党 | 杰拉尔德·里奇曼 | 5,794  | 27.98  |
|      | 民主党 | 罗萨里奥·肯尼迪 | 5,635  | 27.21  |
|      | 民主党 | 乔·安·佩珀      | 5,071  | 24.49  |
|      | 民主党 | 马文·杜恩       | 1,713  | 8.27   |
|      | 民主党 | 桑尼·莱特       | 1,516  | 7.32   |
|      | 民主党 | 伯纳德·安舍     | 703    | 3.39   |
|      | 民主党 | 约翰·保罗·罗瑟  | 280    | 1.35   |
| 合计 | 合计   | 合计            | 21,868 | 100    |

| 党派 | 党派   | 候选人          | 得票数 | 百分比 |
| ---- | ------ | --------------- | ------ | ------ |
|      | 民主党 | 杰拉尔德·里奇曼 | 14,411 | 60.97  |
|      | 民主党 | 罗萨里奥·肯尼迪 | 9,226  | 39.03  |
| 合计 | 合计   | 合计            | 23,640 | 100    |

## 决选

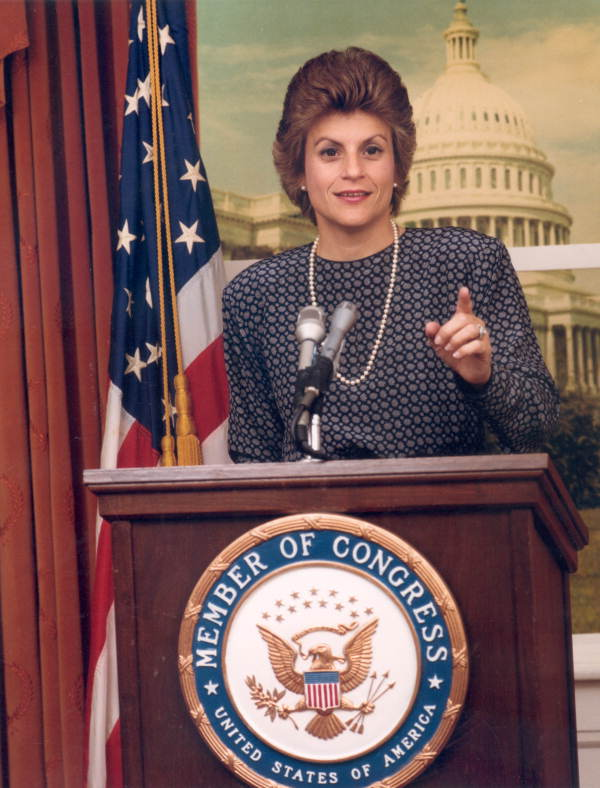
伊莲娜·罗丝-雷提南在胜选后发表演说

两党初选中的种族议题直到此次决选依旧持续存在。里奇曼的竞选活动因其“这是美国人的席位”的口号而受到持续性的抨击，罗丝-雷提南也因为在其选举活动中散发的西班牙语宣传手册中强调里奇曼的犹太教信仰而饱受批评。在此次选举的竞选活动中，里奇曼支出了超过了300,000美元的个人资金。罗丝-雷提南曾批评里奇曼及其竞选团队的偏执，并拒绝与之共同出席包括辩论在内的任何活动。根据《迈阿密先锋报》的一项民调显示，无论选民的政治立场如何，大约每29位古巴裔选民就有28位支持罗丝-雷提南，而每25名犹太选民中有24人支持里奇曼。在全国范围内都有共和党人支持罗丝-雷提南的竞选活动，时任总统乔治·赫伯特·沃克·布什甚至帮她举办了一场筹款活动，并与之共同出席。
伊莲娜·罗丝-雷提南在决选中最终以得票率53%对47%的优势成功当选。根据出口民调显示，在此次选举中古巴裔的投票率高达60%，而非拉丁裔白人以及非裔的投票率仅分别为40%和34%。罗丝-雷提南的胜利使其成为了美国历史上第一位古巴裔国会议员。反诽谤联盟在选举结束后称此次选举为“至暗时刻”，并呼吁对该选区进行“治疗”。由于双方的竞选活动都具有浓厚的种族主义色彩，因此皆遭到了监督组织公平运动实践委员会的谴责。
| 政党   | 政党             | 候选人             | 票数                 | %      | ±       |
| ------ | ---------------- | ------------------ | -------------------- | ------ | ------- |
|        | 共和党           | 伊莲娜·罗丝-雷提南 | 49,638               | 53.14% | +53.14% |
|        | 民主党           | 杰拉尔德·里奇曼    | 43,759               | 46.85% | -53.14% |
| 总票数 | 总票数           | 总票数             | 93,397               | 100.0% |         |
| 多数票 | 多数票           | 多数票             | 5,874                | 6.29%  |         |
|        | 共和党击败民主党 | 共和党击败民主党   | 与上次选举得票率之差 | 53.14% |         |